# Mzda strachu (film, 1977)
Mzda strachu (anglicky: Sorcerer, v doslovném překladu Čaroděj) je americký filmový thriller režiséra a producenta Williama Friedkina, z roku 1977. Hudbu k filmu zkomponovala německá elektronická hudební skupina Tangerine Dream. Snímek pojednává o skupince bývalých zločinců, kterým se naskýtá příležitost začít nový život a vykoupit svou minulost, pokud zvládnou převézt přes džungli vysoce explozivní náklad. Hlavní role zde ztvárňují Roy Schieder, Bruno Cremer, Francisco Rabal a Hamidou Benmessaoud.

## Předloha a adaptace
Film byl natočen podle románu francouzského spisovatele Georgese Aranauda Le Salaire de la peur. První adaptaci knihy Le salaire de la peur  natočil roku 1953 francouzský režisér Henri-Georges Clouzot pod stejnojmenným názvem. Tento film se shledal ve své době s mimořádným úspěchem a byl oceněn mimo jiné Zlatou palmou na festivalu v Cannes a Zlatým medvědem na berlínském mezinárodním filmovém festivalu Berlinale.Úspěch tohoto filmu brzy podnítil k natočení remaku pod názvem Violent Road (1958), který režíroval Howard W. Koch a distribuovala jej společnost Warner Bros..   
Mzda strachu z roku 1977 je třetí adaptací knihy Le Salaire de la peur. Děj i prostředí filmu byly oproti první adaptaci znatelně upraveny, stejně tak jako samotný název. Ke každé postavě byl nově vytvořen samostatný úvod. Lokačně se tvůrci více soustředili na prostředí deštného pralesa. Rovněž zápletka s nitroglycerinem prošla úpravou. Nově postavy vezou válečky dynamitu, ze kterých ovšem unikl obsažený nitroglycerin do úložných dřevěných beden, které se tak samotné stávají nestabilní výbušninou. Přestože se o Mzdě strachu z roku 1977 běžně hovoří jako o remaku filmu z roku 1953, sám Friedkin s tímto označením nesouhlasil.
Od roku 2023 vzniká čtvrtá adaptace knihy pod názvem Le Salaire de la peur v režii francouzského režiséra Juliena Leclercqa. Film by měl být uveden na Netflixu v roce 2024.

## Děj
Zločinci prchající před zákonem se skrývají bez dokladů kdesi v Jižní Americe. Ropná společnost jim nabídne práci, díky které by se mohli vrátit zpět do vlasti, nicméně má to jeden podstatný háček. Aby se tak mohlo stát, musejí převézt k hořícímu ropnému vrtu šest beden plných dynamitu, který se vlivem špatného uskladnění stal vysoce nestabilním a může explodovat během sebemenšího otřesu.